# Ada Rave
Ada Rave (* 1974 in Comodoro Rivadavia) ist eine argentinische Jazz- und Improvisationsmusikerin (Saxophon, Komposition).

## Leben und Wirken
Rave wuchs zunächst in Patagonien auf, bevor sie mit ihrer Familie nach Buenos Aires zog. Zu ihrem 13. Geburtstag erhielt sie ein Tenorsaxophon. Bevor sie ihre Schulausbildung abschloss, gründete sie erste Bands, um dann Biologie zu studieren und Geige zu lernen. Mit 22 Jahren kehrte sie zum Saxophon zurück und nahm Unterricht bei Carlos Lastra. Sie begann als Jazzmusikerin aufzutreten. Schon bald interessierte sie sich früh für improvisierte Musik und Komposition, was dazu führte, dass sie eigene Ensembles leitete und in ganz Argentinien auftrat. Als 2007 die Möglichkeit angeboten wurde, auf dem Konservatorium Jazz zu studieren, schrieb sie sich ein. Mit ihrem Quintett Proyecto Organico Rave nahm sie 2008 ihr erstes Album, Los Ritos del Sueño, auf.
2013 migrierte Rave nach Europa, wo sie seitdem in Amsterdam lebt. Dort wurde sie Teil der Improvisationsszene. Sie ist in ganz Europa solo und mit ihrem Trio (mit Nicola Hein und Wilbert de Joode) aufgetreten, sowie im Oktett von Kaja Draksler, aber auch mit The Ex, im Duo mit Felicity Provan, im Quartett Hearth mit Susana Santos Silva, Mette Rasmussen und Kaja Draksler sowie mit Elisabeth Coudoux oder mit Alexander Hawkins. 
Rave ist auch als Organisatorin der Reihe Impro Jam im Amsterdamer Café De Ruimte tätig.

## Diskographische Hinweise
- Ada Rave Cuarteto: La Continuidad (Pai 2012)
- Ada Rave Trio: The Sea, The Storm and The Full Moon (Clean Feed 2017, mit Nicola Hein, Wilbert de Joode)
- Ada Rave Trio: At Kaleidophon Festival (2020)
- Kaja Draksler Octet: Out for Starts (Clean Feed 2020)
- Clear water: No Front / No Back (Doek Raw 2022, solo)
- Bioluminus: Bioluminus (Doek Raw 2022, mit Aaron Lumley, Onno Govaert)
- Ada Rave & Paula Shocron: Un secundo, Universo Infinito (2024)